# Butlers Schmalfuß-Beutelmaus

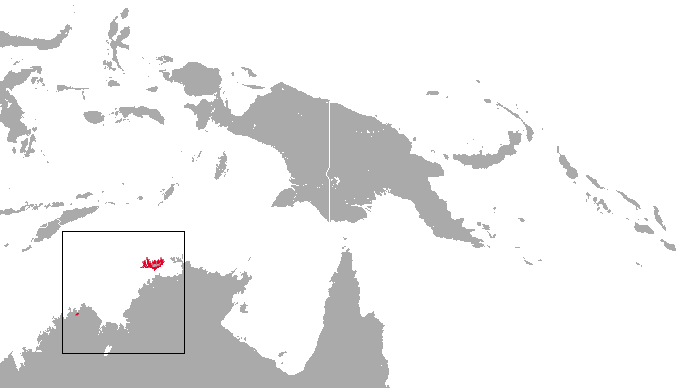
Verbreitungskarte von Sminthopsis butleri

Butlers Schmalfuß-Beutelmaus (Sminthopsis butleri), auch Kimberley-Schmalfuß-Beutelmaus genannt, ist eine Beutelsäugerart aus der Gattung der Schmalfuß-Beutelmäuse.
Die Art ist nach dem australischen Lehrer und Tiersammler William Henry Butler benannt.

## Beschreibung
Diese Beutelmäuse erreichen eine Kopfrumpflänge von rund 80 Millimetern, der Schwanz wird mit rund 90 Millimetern etwas länger. Ihr Fell ist an der Oberseite grau gefärbt, der Bauch, die Füße und das Kinn sind weiß.

## Verbreitung und Lebensraum
Bislang wurden von dieser Beutelmaus nur wenige Exemplare im nördlichen Australien gefunden, und zwar in einem kleinen Gebiet in der Kimberley-Region sowie auf Bathurst-Insel und der Melville-Insel. Sämtliche Fundorte wiesen Sandböden auf und lagen unweit der Küste. Von der im gleichen Gebiet vorkommenden Rotwangigen Schmalfuß-Beutelmaus (Sminthopsis virginiae) kann Butlers Schmalfuß-Beutelmaus durch ihre nicht rötliche Wangenfärbung unterschieden werden.

## Lebensweise
Über die Lebensweise ist wenig bekannt. Vermutlich ernährt sie sich wie andere Vertreter ihrer Gattung von Insekten und kleinen Wirbeltieren. Die Fortpflanzungszeit recht wahrscheinlich von August bis in den Dezember. Bis zu neun Junge pro Wurf wurden nachgewiesen.

## Gefährdung
Butlers Schmalfuß-Beutelmaus ist sehr selten und ihr Verbreitungsgebiet ist weniger als 20,000 km² groß. Die IUCN listet die Art als gefährdet (vulnerable). In der Region Kimberley wurden außer drei Exemplaren 1965/66 keine Tiere mehr gefunden. Auf den Tiwi Islands wurden bei intensiven Suchen zwischen 1991 und 2008 nur ca. 30 Exemplare gefunden. Den Gesamtbestand schätzte die IUCN für das Jahr 2008 auf 2500 ausgewachsene Tiere, wobei sie annimmt, das der Bestand kontinuierlich zurückgeht. Zu den Bedrohungen der Art gehören der Verlust des Lebensraumes durch menschliche Aktivitäten und die Nachstellungen durch Hunde und verwilderte Hauskatzen.